# Jalisco Open
Jalisco Open – męski turniej tenisowy zaliczany do cyklu ATP Challenger Tour, rozgrywany w Guadalajarze na twardych kortach Centro Telcel de Tenis w latach 2011–2018.

## Mecze finałowe

### Gra pojedyncza
| Rok  | Mistrz             | Finalista             | Wynik            |
| 2018 | Marcelo Arévalo    | Christopher Eubanks   | 6:4, 5:7, 7:6(4) |
| 2017 | Mirza Bašić        | Denis Shapovalov      | 6:4, 6:4         |
| 2016 | Malik al-Dżaziri   | Stéphane Robert       | 5:7, 6:3, 7:6(5) |
| 2015 | Rajeev Ram         | Jason Jung            | 6:1, 6:2         |
| 2014 | Gilles Müller      | Denis Kudla           | 6:2, 6:2         |
| 2013 | Alex Bogomolov Jr. | Rajeev Ram            | 2:6, 6:3, 6:1    |
| 2012 | Thiago Alves       | Paolo Lorenzi         | 6:3, 7:6(4)      |
| 2011 | Paul Capdeville    | Pierre-Ludovic Duclos | 7:5, 6:1         |

### Gra podwójna
| Rok  | Mistrzowie                                | Finaliści                                   | Wynik             |
| 2018 | Marcelo Arévalo Miguel Ángel Reyes-Varela | Brydan Klein Ruan Roelofse                  | 7:6(3), 7:5       |
| 2017 | Santiago González Artem Sitak             | Luke Saville John-Patrick Smith             | 6:3, 1:6, 10–5    |
| 2016 | Gero Kretschmer Alexander Satschko        | Santiago González Mate Pavić                | 6:3, 4:6, 10–2    |
| 2015 | Austin Krajicek Rajeev Ram                | Marcelo Demoliner Miguel Ángel Reyes-Varela | 7:5, 4:6, 10–6    |
| 2014 | César Ramírez Miguel Ángel Reyes-Varela   | Andre Begemann Matthew Ebden                | 6:4, 6:2          |
| 2013 | Marin Draganja Mate Pavić                 | Sam Groth John-Patrick Smith                | 5:7, 6:2, 13–11   |
| 2012 | James Cerretani Adil Shamasdin            | Tomasz Bednarek Olivier Charroin            | 7:6(5), 6:1       |
| 2011 | Vasek Pospisil Bobby Reynolds             | Pierre-Ludovic Duclos Ivo Klec              | 6:4, 6:7(6), 10–6 |